# Huéchar
Huéchar es una pedanía perteneciente al municipio español de Alhama de Almería en la provincia de Almería, comunidad autónoma de Andalucía. En el año 2017 contaba con 73 habitantes. Sus coordenadas geográficas son 36º 57' 26 N, 2º 32' 23 O. Se encuentra situado a una altitud de 373 metros y a 25 kilómetros de la capital de provincia, Almería.

## Ubicación
Huéchar se encuentra a 3,2 km de Alhama de Almería, en las proximidades a la intersección de la carretera A-348 con la carretera del Bajo Nacimiento (A-1075) que la conecta con la A-92. Las poblaciones más cercanas a Huéchar son Santa Fe de Mondújar, Alhama de Almería y La Calderona. 

### Evolución de la población
La evolución de la población de Cortijos de Marín en los últimos años fue la siguiente:
| Gráfica de evolución demográfica de Huéchar entre 2000 y 2011 |
|                                                               |
| Datos según el nomenclátor publicado por el INE.              |

## Rambla y Puente de Huéchar
La Rambla de Huéchar conduce las aguas estacionales de las sierras circundantes hasta el río Andarax. Pertenece en su mayor parte al término municipal de Santa Fe de Mondújar.
En la línea férrea Linares-Almería, entre las estaciones de Santa Fe de Mondújar y Gádor, se encuentra el puente de Huéchar, para salvar la rambla del mismo nombre, en su tramo final, un poco antes de su llegada al río Andarax. El puente descansa sobre 4 pilares de piedra de forma alargada, que están dispuestos oblicuamente para resistir las infrecuentes pero a veces enormes riadas de la rambla. Estos pilares sustentan la plataforma metálica de una longitud total de 165 metros, construida hace más de un siglo y aun sin renovar.
El puente está protegido por la Junta de Andalucía como perteneciente al patrimonio industrial relacionado con la minería de los siglos XIX y XX en la provincia de Almería.
También existe un soberbio puente de piedra de cantería en la antigua carretera de Almería a Granada para salvar la citada rambla. En las proximidades de ambos puentes se encuentra el importante yacimiento arqueológico de Los Millares, pionera en la metalurgia del cobre en el continente europeo. Los primeros restos fueron descubiertos precisamente durante la construcción del túnel que sirve de continuación al puente del ferrocarril.

## Cuevas de Huéchar
Existen dos conjuntos de cuevas catalogadas como bienes del patrimonio inmueble de Andalucía:
- Las Cuevas de Huéchar I, también denominadas como Necrópolis Megalítica de Gádor o Grupo Megalítico de Gádor: Conforman un yacimiento en el que coexisten un enterramiento megalítico situado sobre una pequeña elevación, en un espolón de la margen izquierda de la rambla de las Balsas, junto a una serie de cuevas artificiales excavadas en la vertiente sur de esa misma formación.[5]

- Cuevas de Huéchar II: Forman un conjunto de cuevas artificiales medievales existentes en una terrera de la Rambla de Huéchar. Fueron construidas por los árabes para su uso como cuevas-silo o tumbas; por ello son también conocidas como "ventanas de moros". Permiten conocer la economía de las comunidades rurales de la zona y los sistemas de defensa para sus pequeñas poblaciones.[6][7] Están catalogadas como bienes del Patrimonio Inmueble de Andalucía.[8]